# Brania quadrioculata
Brania quadrioculata är en ringmaskart som först beskrevs av Augener 1913.  Brania quadrioculata ingår i släktet Brania och familjen Syllidae. Inga underarter finns listade i Catalogue of Life.